# Les Jumeaux du bout du monde
Les Jumeaux du bout du monde est une série télévisée d'animation franco-australienne créée par Jean Chalopin, coproduite par ABC Australie et diffusée en France à partir du 13 novembre 1991 dans le Club Dorothée, puis en 2005 sur NT1, sur AB1 en 2007 et sur Mangas depuis 2011. Elle est également disponible en intégralité sur la chaîne YouTube TeamKids depuis le 21 décembre 2017.

## Synopsis
Jules et Julie sont nés le même jour de 1895 au même endroit à Shanghai, mais de parents différents. Selon une prophétie de Lao-Tseu, ils sont les « Jumeaux du destin », enfants de la Lune, qui doivent amener la paix dans l'Empire chinois en mettant un terme à la dynastie impériale. 
L'impératrice douairière Cixi, avertie par son astrologue, ordonne donc le meurtre de ces bébés susceptibles d'ébranler son pouvoir. Mais une organisation secrète, les « combattants de la liberté », au courant depuis toujours de la prophétie, sauve les jumeaux et organise leur transfert en France, loin des foudres de l'impératrice, où les jumeaux vivent en compagnie de leur père adoptif, le capitaine Tournier.
Douze ans ont passé. Tandis que le capitaine Tournier meurt d'une crise cardiaque, les eunuques de l'impératrice douairière retrouvent finalement la trace des jumeaux à Paris. Avec l'aide des combattants de la liberté, dirigés par Shou Cow, et de nombreux amis rencontrés au cours de leurs voyages, comme Martin Garçon, Paulette, ou encore le professeur Ledoux, les jumeaux, après bien des aventures, retournent en Chine accomplir leur destin.

## Distribution
Version française
- Edgar Givry : Martin Garçon
- Évelyne Grandjean : impératrice douairière chinoise Cixi, Paulette
- Hervé Rey : Jules
- Barbara Tissier : Julie
- Michel Vigné : Po Dong (le bras droit de l'impératrice)
- Marc Cassot : Paul-Henri Tournier (le capitaine)
- Gérard Surugue : Le presque-grand Sabatier
- Michel Clainchy : Chaoko (le professeur), Léopold Ledoux
- Serge Bourrier : Le Dr Gounaud, Grand prêtre O-Sheng
- Gérard Dessalles : Narrateur, O-Han, Giovan

Version anglaise
- Garrick Hagon : Kung Li

Version française
- Société de Doublage : SOFI
- Directeur artistique : Albert Lenoir

## Épisodes
- 01. La Naissance
- 02. La Mort sur la mer
- 03. Une nouvelle vie
- 04. Le Voyage à Paris
- 05. La Découverte
- 06. L'Ennemi arrive
- 07. L'attaque
- 08. Nouveau foyer, nouveaux déboires
- 09. Le Piège
- 10. Pris au piège
- 11. Ami ou Ennemi ?
- 12. Danger dans la nuit
- 13. Un ami de feu
- 14. La Route du danger
- 15. Piéger un héros
- 16. On vend les jumeaux
- 17. Au cœur des ténèbres
- 18. Les Lapins du destin
- 19. Le Voyage continue
- 20. Chassés-croisés
- 21. Les enfants de la déesse Lune
- 22. Adieu à un ami
- 23. Belle rivière, dangereuse rivière
- 24. Croire
- 25. Aventure en Avignon
- 26. Enfin Marseille
- 27. La Maison du désespoir
- 28. Une lumière dans la nuit
- 29. Il faut partir
- 30. Traversée dangereuse
- 31. Dans l'œil de la tempête
- 32. Sains et saufs
- 33. Le Retour des mafiosi
- 34. Mer cruelle, douce mer
- 35. Changement de cap
- 36. La Bataille navale
- 37. Les Bons et les Méchants
- 38. Une femme grecque
- 39. Adieu, l'île du chagrin
- 40. Une nuit en Grèce
- 41. Athènes la nuit
- 42. Le Pays de tous les dangers
- 43. Dangereux désert
- 44. Aventure dans le désert
- 45. Le piège se referme
- 46. Dans les montagnes
- 47. Contre vents et marées
- 48. Lutte pour les parchemins
- 49. Réunion
- 50. À l'assaut de la cité interdite
- 51. Le Temple de l'harmonie céleste
- 52. La Bataille finale